# Edgardo Goás
Edgardo Goás (ur. 27 stycznia 1989 w San Juan) – portorykański siatkarz, reprezentant kraju, grający na pozycji rozgrywającego. Od sezonu 2017/2018 jest zawodnikiem Łuczniczki Bydgoszcz.

## Sukcesy klubowe
Mistrzostwo Portoryko:
- 2013, 2014
- 2015, 2017

Mistrzostwo Finlandii:
- 2013

Puchar Białorusi:
- 2013

Mistrzostwo Białorusi:
- 2014

## Sukcesy reprezentacyjne
Mistrzostwa Ameryki Północnej, Środkowej i Karaibów:
- 2009, 2015

Igrzyska Ameryki Środkowej i Karaibów:
- 2014

Puchar Panamerykański:
- 2017

## Nagrody indywidualne
- 2013: Najlepszy rozgrywający ligi portorykańskiej w sezonie 2012/2013
- 2013: Najlepszy rozgrywający fińskiej Lentopallon SM-liiga w sezonie 2012/2013
- 2014: Najlepszy rozgrywający ligi białoruskiej w sezonie 2013/2014
- 2017: Najlepszy rozgrywający Pucharu Panamerykańskiego